# 阿爾塔克夏一世

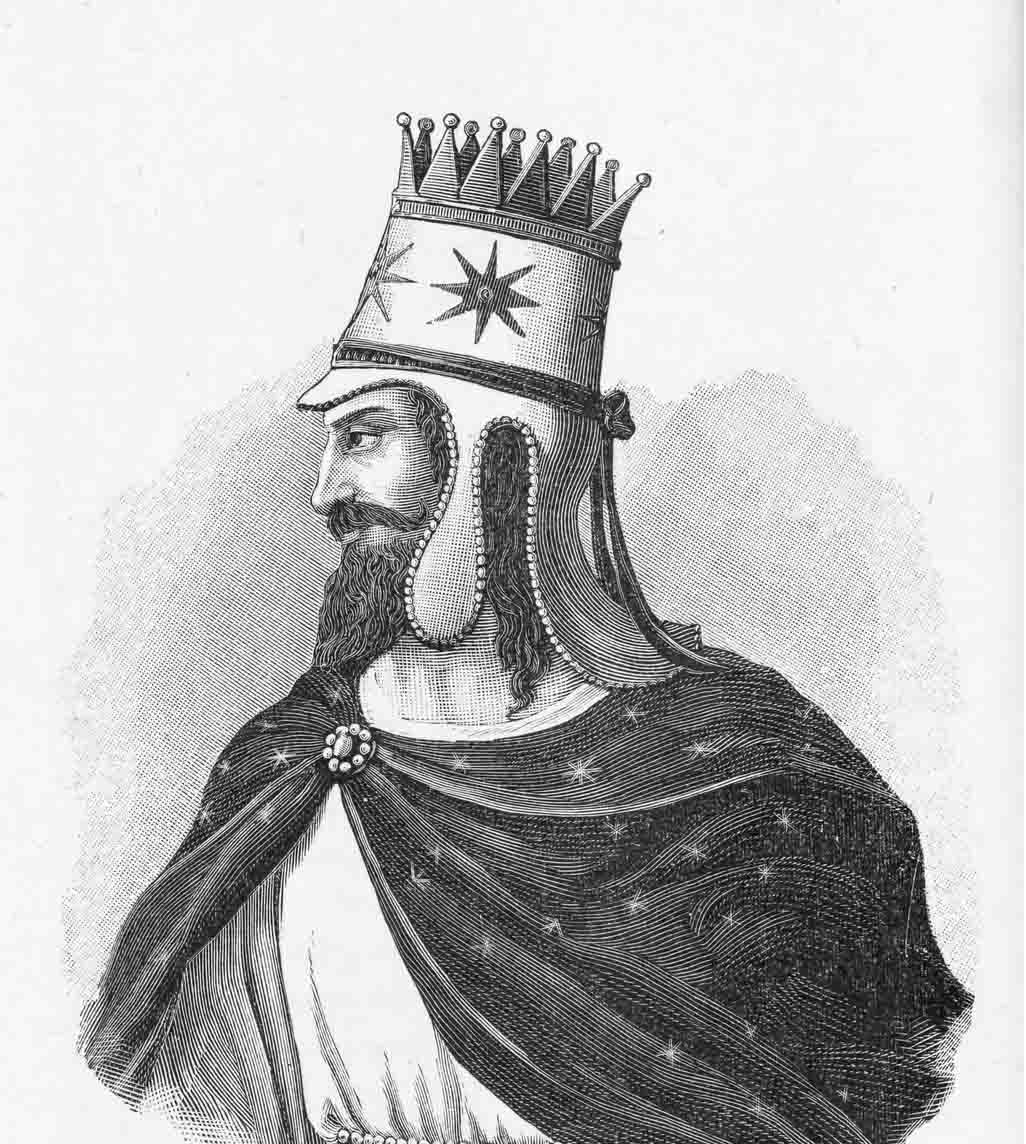
阿尔塔什斯一世

阿尔塔克夏一世（亞美尼亞文：Άρταξίας）是亚美尼亚阿爾塔克夏王朝的建立者，统治时间从公元前189年至公元前160年。阿尔塔什斯与扎德里亚迪兹统一军队以扩张其领土。其王国最初位于阿拉斯河中游附近，后扩张至伊比利亚王国及阿特罗帕特尼王国领土。被征服领土的居民也说亚美尼亚语。但王国政府仍使用阿契美尼德王朝阿拉姆语。阿尔塔什斯丈量土地，划分村落。公元前165年或164年，阿尔塔什斯败于塞琉古帝国国王安条克四世并被俘。公元前160年，阿尔塔什斯一世去世。